# Gleichstellungsindex
Der Gleichstellungsindex (Gender Equality Index) ist ein Maß, welches messen soll, wie nah die Europäische Union und ihre Mitgliedsstaaten an der Verwirklichung einer geschlechtergerechten Gesellschaft sind. Er wird vom Europäischen Institut für Gleichstellungsfragen (EIGE), einer Agentur der Europäischen Union, ermittelt. Der Index wird als Wert zwischen 1 und 100 angegeben, wobei 100 für die Idealsituation einer geschlechtergerechten Gesellschaft steht. Unterschiede zu Lasten von Frauen und Männern werden als gleichermaßen schädlich angesehen. In allen Mitgliedsstaaten der Europäischen Union und in der EU als Ganzes soll mit diesem Index die Entwicklung der Geschlechtergerechtigkeit überwacht werden können. Der Gleichstellungsindex wurde 2013, 2015 und 2017 veröffentlicht. 2017 wurden Zahlen für die Jahre 2005, 2010, 2012 und 2015 vorgelegt, in die Daten zu den Kernbereichen Arbeit, Geld, Bildung, Zeit, Macht und Gesundheit einfließen. Deutschlands Fortschritt bei der Entwicklung der Geschlechtergerechtigkeit kam zwischen 2012 und 2015 mit nur 0,6 Punkten Zuwachs fast zum Stillstand.  Insgesamt bewegt sich die Bundesrepublik 2015 im EU-Vergleich mit Rang 12 im oberen Mittelfeld.

## Ziele
Der Gleichstellungsindex verfolgt drei Hauptziele:
- Unterstützung der Entwicklung und Verankerung evidenzbasierter Gleichstellungsmaßnahmen
- Aufzeigen der unterschiedlichen Ergebnisse dieser Maßnahmen für Frauen und Männer
- Schärfung des Bewusstseins für Fortschritt und Herausforderungen bei der Gleichstellungspolitik bei Entscheidungsträgern und in der Öffentlichkeit
Der Gleichstellungsindex ist Teil der EU-Strategy for the Equality between Women and Men 2010–2015. Laut EIGE ist er speziell auf die Ziele der EU-Gleichstellungspolitik zugeschnitten und verfolgt einen Gender-Ansatz, keinen reinen Frauenförder-Ansatz. Unterschiede zu Lasten von Frauen und Männern werden als gleichermaßen schädlich angesehen.

## Aufbau und Berechnung
Der Gleichstellungsindex setzt sich aus acht Bereichen zusammen.

### Kernbereiche
Die sechs Gebiete Arbeit, Geld, Bildung, Zeit, Macht und Gesundheit werden zu einem Kernindex zusammengefasst. Alle sechs Bereiche sind in Teilgebiete untergliedert, zu denen jeweils relevante Indikatoren ermittelt wurden:
1. Arbeit
- Teilhabe am Arbeitsleben

Hier wird verglichen, wie sich die Dauer des Arbeitslebens und der Anteil der Vollzeitbeschäftigten bei Männern und Frauen unterscheiden.
- Trennung der Arbeitsbereiche und Qualität der Arbeit

Hier wird gegenübergestellt, in welchen Berufszweigen Frauen und Männer überwiegend arbeiten, welche Karrierechancen sie haben und welche Möglichkeiten bestehen, für persönliche und familiäre Angelegenheiten arbeitsfrei zu bekommen.
2. Geld
- Finanzielle Ressourcen

Das mittlere Monatseinkommen und das mittlere vergleichbare Nettoeinkommen der Geschlechter werden hier gegenübergestellt.
- Wirtschaftliche Lage (financial situation)

Hier fließt das Armutsrisiko von Frauen und Männern ein. Auch wird analysiert, wie sich der Anteil von Männern und Frauen im oberen und unteren Fünftel der Einkommen darstellt (S20/S80 income quintile share).
3. Bildung
- Bildungsabschlüsse

Für diesen Unterbereich wird der Akademikeranteil bei den Geschlechtern untersucht. Auch wird gegenübergestellt, wie viele Frauen bzw. Männer formale Bildungs- und Ausbildungswege beschritten haben und wie viele von ihnen ihre Kenntnisse im nicht-formalen Sektor erworben haben, also außerhalb des Bildungssystems.
- Verhältnis der Geschlechter bei der Studienwahl

Hier wird verglichen, wie viele Studentinnen und wie viele Studenten Erziehungswissenschaften, Gesundheitswesen, Sozialwesen, Geisteswissenschaften oder Kunst wählen.
4. Zeit
- Betreuung/Pflege/Fürsorge

Hier wird ermittelt, wie viele Frauen und Männer sich um Kinder, Enkelkinder, ältere oder behinderte Menschen kümmern, wie viele kochen und andere Hausarbeit leisten.
- Gesellschaftliche Aktivitäten

In diesen Unterbereich fließt ein, welchen Anteil Männer und Frauen an sportlichen und kulturellen Aktivitäten haben, wie viel sie sich der Kultur widmen, wie viel Freizeit sie haben und wie viel gemeinnützige Arbeit sie leisten.
5. Macht
- Politische Macht

Der Frauen- und Männeranteil bei Ministern sowie bei den Abgeordneten in den nationalen und regionalen Parlamenten ist Grundlage dieses Unterbereichs.
- Wirtschaftliche Macht

Wirtschaftliche Macht wird am Anteil von Männern und Frauen in den Vorständen der größten börsennotierten Unternehmen und der Zentralbank gemessen.
- Soziale Macht

Hier wird verglichen, wie viele Frauen bzw. Männer im Vorstand von Organisationen sitzen, die Forschungsgelder vergeben, wie viele bei den öffentlich-rechtlichen Medienanstalten und wie viele im höchsten nationalen olympischen Entscheidungsgremiums sitzen.
6. Gesundheit
- Status

Diese Unterkategorie umfasst die eigene Wahrnehmung in Bezug auf den Gesundheitszustand bei Männern und Frauen, die Lebenserwartung und Anzahl der Lebensjahre, die sie bei guter Gesundheit verbringen.
- Verhalten

Hier fließen Rauchen und schädlicher Alkoholkonsum ein, aber auch Bewegung und Konsum von Obst und Gemüse.
- Zugang zur ärztlichen/zahnärztlichen Versorgung

Hier wird verglichen, in welchem Ausmaß Frauen und Männer keinen Zugang zu erforderlichen ärztlichen oder zahnärztlichen Untersuchungen haben.

### Zusätzliche Bereiche
Der Kernindex wird von zwei den zusätzlichen, gleichermaßen wichtigen Bereichen ergänzt, deren Ergebnisse allerdings nicht in die Indexwerte eingehen:
- Gewalt

Abwesenheit von geschlechterbezogener Gewalt ist inhärenter Bestandteil einer Gleichstellung der Geschlechter. Da bekannt ist, dass Frauen in den Mitgliedsstaaten der EU Gewalt ausgesetzt sind, wurde im Rahmen der Indexermittlung auch Zahlen zum Vorkommen von Gewalt ermittelt. Damit soll die Gewaltanwendung gegen Frauen in allen EU-Mitgliedsländern regelmäßiger überwacht werden können. Außerdem sollen die Erhebungen die EU-Mitgliedsländer bei der Ausübung ihrer Verpflichtung unterstützen, Gewalt gegen Frauen zu verhindern.
- Bereichsübergreifende Ungleichheiten (intersecting inequalities)

Hier werden Familienstand, Alter, Geburtsland, Behinderung und Bildungsstand ermittelt. Mit diesen Zahlen lassen sich Ungleichheiten in Untergruppen feststellen und vergleichen, damit gezieltere Maßnahmen möglich werden.
Jeder Bereich wird in Unterbereiche gegliedert, die die Schlüsselthemen der betreffenden Sachgebiete abdecken. So ergeben sich 31 Indikatoren, mit deren Hilfe in allen 28 Mitgliedsstaaten der Europäischen Union und in der EU als Ganzes die Entwicklung der Geschlechtergerechtigkeit überwacht werden kann. Aus Gründen der Übersichtlichkeit fließen diese einzelnen Komponenten später zusammen. Es ergibt sich ein Wert zwischen 1 und 100, wobei 100 für die Idealsituation einer geschlechtergerechten Gesellschaft steht.

## Entwicklung einzelner Bereiche im Längsschnitt

### Entscheidungsfindung
In den Bereich Entscheidungsfindung fließen die Anteile von weiblichen und männlichen Entscheidungsträgern in Politik und Wirtschaft ein. Dabei waren im Verlauf des untersuchten Jahrzehnts vor allem in der privaten Wirtschaft die größten Fortschritte zu verzeichnen. Trotz eines Zuwachses von fast 10 Punkten innerhalb von 10 Jahren ist jedoch der Gesamtwert mit 48,5 immer noch der niedrigste aller Bereiche. Dies auf die ungleiche Zahl von Politikerinnen und Politikern zurückzuführen und weist auf ein Defizit an Demokratie bei der Führung der EU hin.
Im Bereich Medien studieren zwar mehr Frauen Journalismus als vor 10 Jahren: Zwei Drittel der Universitätsabschlüsse wurden von Frauen erworben. Doch nur wenige davon gelangen an die Spitze. Die Entscheidungsträger sind meist Männer – nur 22 % der Vorstandsvorsitzenden öffentlich-rechtlicher Sendeanstalten sind weiblich.
An der Spitze von Institutionen, die Forschungen finanzieren, finden sich nur 27 % Frauen, und bei den Sportverbänden bietet sich ein noch düstereres Bild: Nur 14 % der Spitzenpositionen werden hier von Frauen besetzt.

### Hausarbeit
Bei einem Vergleich dessen, was Frauen und Männer in der Zeit tun, die sie nicht mit Erwerbsarbeit verbringen, ist in 12 Ländern ein Rückschritt festzustellen. Während 79 % der Frauen täglich mit Kochen und Hausarbeit beschäftigt sind, trifft dies nur auf jeden dritten Mann zu. Männer haben auch mehr Zeit für Sport, Kultur und Freizeitaktivitäten. Frauen mit Migrationshintergrund sind verglichen mit Frauen, die in der EU geboren wurden, durch das Umsorgen und die Pflege von Familienmitgliedern besonders belastet (46 % im Vergleich zu 38 %).

## Entwicklung einzelner Länder im Längsschnitt
Von 2005 bis 2015 verbesserte sich der Gleichstellungsindex in der EU insgesamt nur leicht, von 62 auf 66,2 Punkte. Dabei liegen die einzelnen Staaten sehr weit auseinander (Griechenland 50,0, Schweden 82,6). Fast zwei Drittel der Mitgliedsstaaten liegen unterhalb des EU-Durchschnitts.
Schweden belegt mit 82,6 Punkten den ersten Platz in der EU in Sachen Gleichstellung. Schweden und Dänemark kamen im untersuchten Zeitraum dem Ideal einer geschlechtergerechten Gesellschaft am nächsten.
Griechenland nahm in den Bereichen Arbeit, Zeit und Macht den jeweils vorletzten Rang ein, was den Zusammenhang von Geschlechtergerechtigkeit mit wirtschaftlicher Lage, Arbeitslosigkeit und wachsender Armut zeigt. Außer Griechenland haben auch Ungarn, die Slowakische Republik und Rumänien erhebliche Defizite bei der Gleichstellung.
Italien verbesserte sich innerhalb der untersuchten zehn Jahre am stärksten: Mit einem Zuwachs von 12,9 Punkten arbeitete es sich von Platz 26 im Jahr 2005 auf Platz 14 im Jahr 2015 hoch. Es folgten Zypern mit einer Verbesserung von 9,2 Punkten, Irland und Slowenien mit jeweils 7,6 Punkten und Frankreich mit 7,4 Punkten.
Deutschlands Fortschritt bei der Entwicklung der Geschlechtergerechtigkeit kam zwischen 2012 und 2015 mit nur 0,6 Punkten Zuwachs fast zum Stillstand. Insgesamt bewegte sich die Bundesrepublik 2015 im EU-Vergleich mit 65,6 Punkten auf Rang 12 im oberen Mittelfeld. Die meisten Fortschritte fanden sich den Angaben zufolge im Privatsektor; dies belege, „dass öffentlicher und politischer Druck funktionieren könne.“
In den Bereichen Teilhabe in Entscheidungspositionen und Bildung schnitt die Bundesrepublik unterdurchschnittlich ab.

## Ungleichheit innerhalb der Geschlechtergruppen
Die Ausgabe 2017 zeigt erstmals deutliche Unterschiede innerhalb der Gruppe der Frauen und der der Männer: In Abhängigkeit von Alter, Bildung, Geburtsland, Behinderung und familiärer Situation kann ihr Leben gänzlich anders verlaufen als das der anderen Untersuchten. So tragen zum Beispiel Menschen mit Migrationshintergrund ein doppelt so hohes Armutsrisiko wie Menschen, die in der EU geboren sind. Verglichen mit jungen Frauen haben junge Männer geringere Bildungschancen, und alleinerziehende Frauen haben größere Schwierigkeiten beim Zugang zur ärztlichen und zahnärztlichen Versorgung als Paare mit Kindern.